# Robert Dawson
Robert Terrance Dawson (ur. 4 grudnia 1963 w Windsorze) – kanadyjski zapaśnik w stylu wolnym. Olimpijczyk z Barcelony 1992, gdzie zajął ósme miejsce w kategorii 57 kg.
Jedenasty w mistrzostwach świata w 1994. Drugi w Pucharze Świata w 1991 i piąty w 1990. Zdobył trzy medale na igrzyskach panamerykańskich, srebro w 1987 i 1995. Cztery medale na mistrzostwach panamerykańskich, srebro w 1987, 1987, 1992. Zwyciężył na Igrzyskach Wspólnoty Narodów w 1994 i frankofońskich w 1994 roku.